# Сулим, Саша
Саша Сули́м (полное имя — Александра Александровна Сулим; род. 11 мая 1987, Минск) — российская журналистка и ютуб-блогер.

## Биография
Родилась в 1987 году в Минске. В 2004 году поступила на факультет журналистики Белорусского государственного университета. Во время учёбы стажировалась в «Белорусской деловой газете», где писала на темы, связанные с культурой.
В 2006 году поступила на факультет кино и телевидения в Сорбонну, Париж, где изучала теорию и историю кинематографа. Позднее перевелась в Школу журналистики Института политических исследований. Во время учёбы стажировалась в Париже на Международном французском радио, в Агентстве Франс Пресс и на телеканале iTele и в Дели в агентстве Babel Press.
В 2011 году переехала в Москву. Около года работала редактором и журналисткой российской версии журнала The Hollywood Reporter. Потом работала на российском телевидении: продюсировала документальные исторические фильмы для телеканала «Москва. Доверие», с 2013 по 2016 год состояла корреспондентом в объединённой редакции сайта Filmpro.ru и телепрограммы «Индустрия кино» («Россия-24»).
В 2016—2020 годах — специальный корреспондент интернет-издания Meduza. В 2017 году взяла интервью у «ангарского маньяка» Михаила Попкова, убившего 86 человек. Написала о нём серию материалов для Meduza: две статьи и два интервью — с самим маньяком и со следователем. В декабре 2019 — марте 2020 года ездила на стажировку в Институт Кеннана, во время которой написала книгу «Безлюдное место. Как ловят маньяков в России». С 2020 по 2022 год сотрудничала с YouTube-каналом «Редакция», в том числе сняла для него выпуск про «ангарского маньяка».
В 2020 году начала вести блог «о жизни в статусе „сингл“» в Instagram, рассказывающий о проблемах и радостях тех, кто не состоит в отношениях, в том числе о предубеждениях, с которыми сталкиваются женщины без партнёра.
С октября 2022 года по июнь 2023 года — ведущая подкаста «Дела» производства Medium Quality Production, принадлежащего VK. Покинула проект после решения Medium Quality окончательно уйти из YouTube в VK. 1 сентября 2023 года запустила свой YouTube-канал на тему тру-крайм. Менее чем за неделю на канал подписались более 100 тысяч человек. Спустя три месяца количество подписчиков превысило полмиллиона. В конце июля 2024, спустя 11 месяцев после запуска, канал достиг отметки в 1 миллион подписчиков.

## Награды
Дважды лауреат ежемесячной журналистской премии «Редколлегия»:
- в феврале 2019 года за статью «Его никто не искал, а он продолжал убивать» в издании Meduza, рассказывающую об «ангарском маньяке»;
- в августе 2021 года за статью «Тюмень и иные: как заранее распознать маньяка?» на YouTube-канале «Редакция».